# Scudderia beckeri
Scudderia beckeri är en insektsart som beskrevs av Piza Jr. 1967. Scudderia beckeri ingår i släktet Scudderia och familjen vårtbitare. Inga underarter finns listade i Catalogue of Life.